# Kajetan Sosnowski
Kajetan Sosnowski (ur. 28 marca 1913 w Wilnie, zm. 6 listopada 1987 w Warszawie) – polski artysta malarz.

## Życie i twórczość

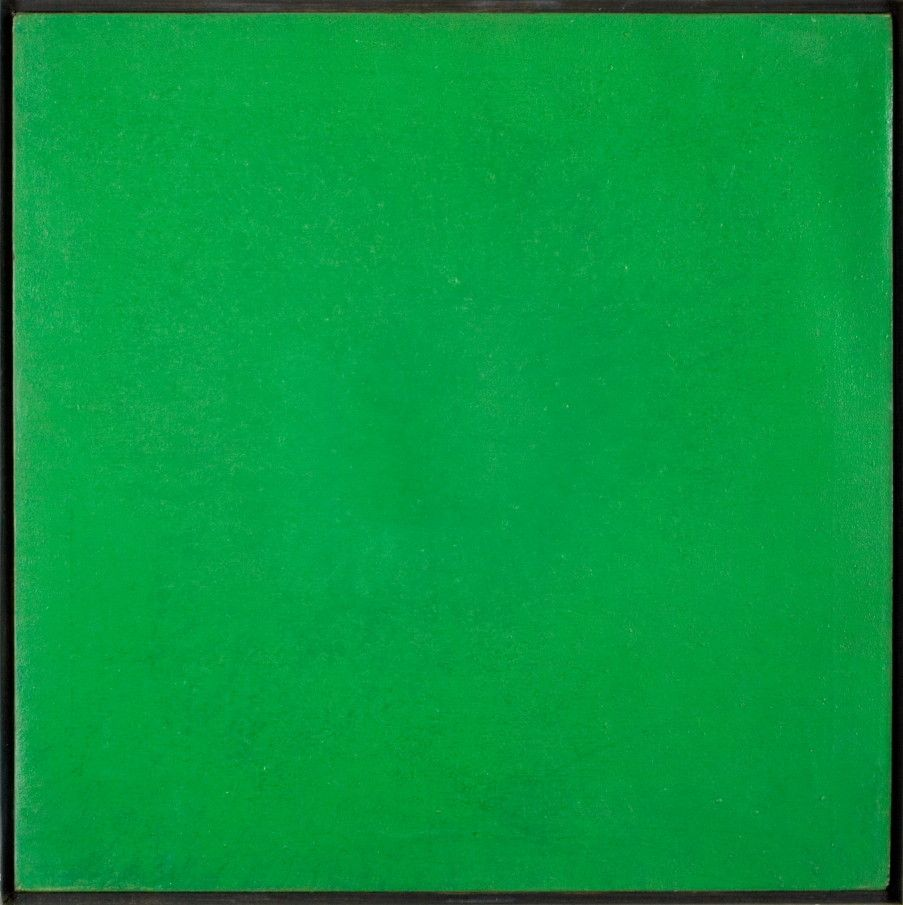
Kajetan Sosnowski, Obraz zielony, 1971

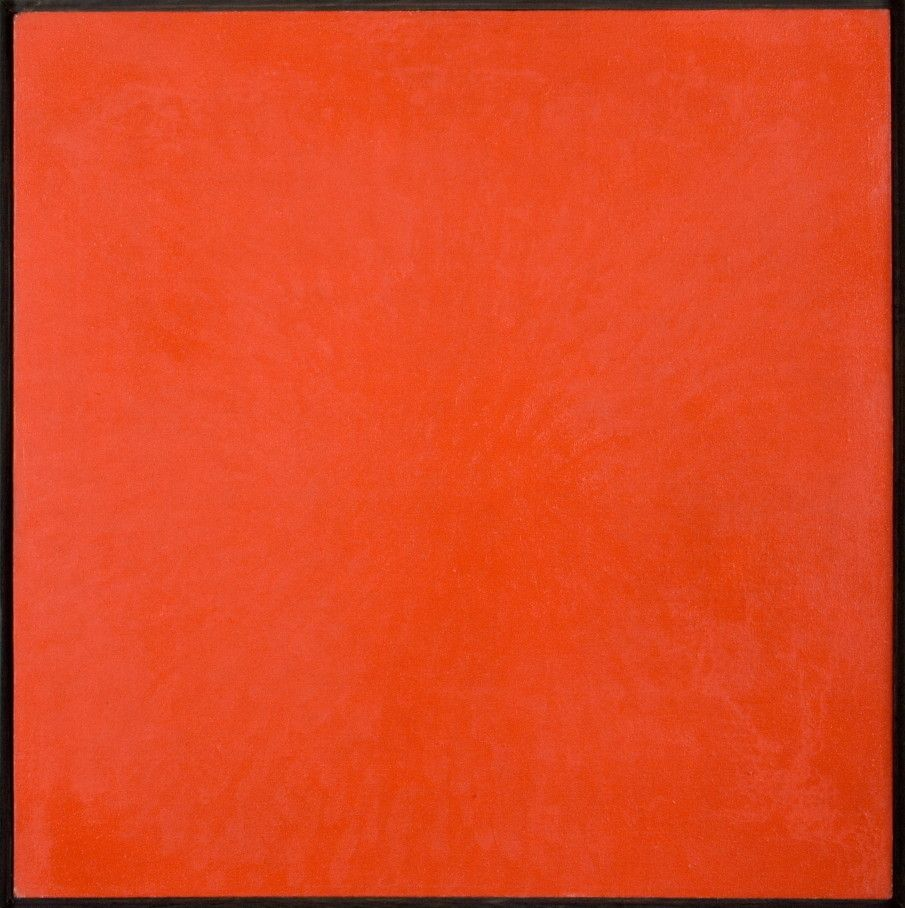
Kajetan Sosnowski, Obraz czerwony, 1971

W latach 1935–1939 studiował na Wydziale Malarstwa Akademii Sztuk Pięknych w Warszawie w pracowni prof. Tadeusza Pruszkowskiego i prof. Wojciecha Jastrzębowskiego. Po II wojnie związany z Łodzią, gdzie organizował szkolnictwo artystyczne i łódzki oddział ZPAP. Związał się z ruchem lewicowym. Pełnił funkcję dyrektora Robotniczego Domu Kultury w Łodzi i naczelnego redaktora miesięcznika „Świetlica”. Od 1947 roku był kierownikiem artystycznym tygodnika „Kuźnica" (wraz z redakcją pisma w 1949 roku przeniósł się do Warszawy). W sierpniu 1955 założył wraz z Marianem Boguszem i Zbigniewem Dłubakiem Grupę 55 i uczestniczył w pierwszej wystawie grupy w warszawskim salonie Desy na Starym Mieście. Inicjator Biennale Form Przestrzennych w Galerii EL w Elblągu. Do dzisiaj można oglądać w przestrzeni publicznej Elbląga jego pracę stworzoną w czasie I Biennale Formacji Przestrzennych w 1965. W 1969 otrzymał prestiżową nagrodę im. Cypriana Kamila Norwida. W 1972 roku założył w Chełmie Lubelskim Galerię 72.
W połowie lat 50. namalował nastrojowo-metaforyczny cykl obrazów pt. Pamiętnik liryczny, a w końcu lat 50. posługiwał się formami abstrakcyjnymi. Powstał wówczas cykl bezprzedmiotowych Obrazów białych. W latach 1961–1962 stworzył pierwsze klasyczne Obrazy puste podejmując zagadnienie emanacji światła. W powstających kolejno cyklach rozważał problemy z zakresu nauk ścisłych. W cyklu obrazów chemicznych Metalepseis (1972 zajął się zjawiskami ze świata awizualnego, zaś w cyklu obrazów szytych (kompozycji złożonych z pozszywanych kawałków płótna) Katalipomena (1975) nawiązywał do treści ekologicznych. Od 1980 roku obrazom szytym utrzymanym w jednym kolorze nadawał nazwę Interwencje. Do końca życia rozwijał serię obrazów pt. Układy równowartościowe.
Został pochowany na Starych Powązkach (kwatera 328-3-24).
Z małżeństwa z Wandą Leopold miał dwoje dzieci:  Honoratę – matematyczkę i profesor nauk ekonomicznych (ur. 1950) i Marcina – aktora, reżysera i poetę (ur. 1952). 

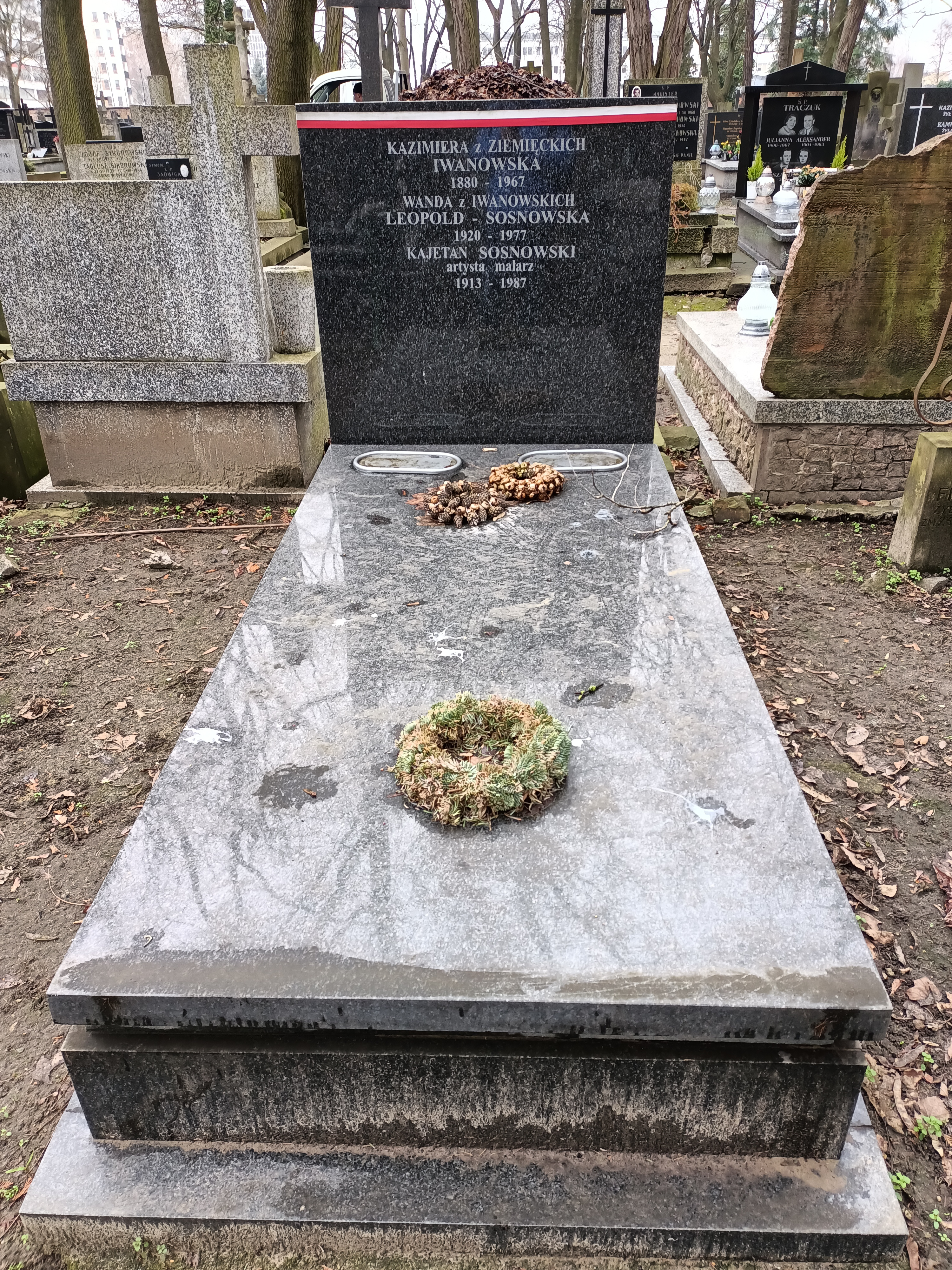
Grób Kajetana Sosnowskiego na cmentarzu Powązkowskim

## Wystawy
Wystawy indywidualne:
- 1956 "Pamiętnik liryczny",Galeria "Krzywe Koło", Warszawa
- 1958 "Epitafia" "Pejzaże myśli wieczornych", Galeria "Krzywe Koło", Warszawa
- 1959 Cykl "Obrazów białych", Galeria "Krzywe Koło", Warszawa
- 1962 "Portrety biblijne", "Erotyki", Chełm Lubelski
- 1968 "Poliptyki" Galerii "od Nowa", Poznań
- 1968 "Poliptyki", Galeria "Współczesna", Warszawa
- 1969 "Poliptyki", "Kompozycje dwustronne z oknami", Dania
- 1970 Wystawa prac malarskich, Galeria Pod Moną Lisą we Wrocławiu
- 1970 "Poliptyki", "Kompozycje dwustronne z oknami", "Struktury asymetryczne" w Muzeum Sztuki Aktualnej we Wrocławiu
- 1972 Salon BWA w Lublinie
- 1973 prace malarskie i struktury asymetryczne, "Galeria 72",Chełm Lubelski
- 1973 cykl obrazów "Metaiepseis" Galeria "LP 220" w Turynie, Włochy
- 1974 "Poliptyki", monochromy, "Struktury asymetryczne" i projekt nowej architektury w Salonie Sztuki Współczesnej w Łodzi
- 1976 cykl obrazów "Katalipomena" w Galerii "Współczesnej" w Warszawie
- 1976 Realizuje i instaluje "Wieżę asymetryczną" do ekspozycji stałej w Muzeum w Zielonej Górze
- 1979 obrazy szyte i reliefy w Galerii "Zapiecek" w Warszawie
- 1981 "Interwencje", Galeria MDM w Warszawie
- 1983 obrazy chemiczne i szyte, Galeria Jurgena Bluma (Gerarda Kwiatkowskiego) w Kleinsassen, Niemcy
- 1983 cykl obrazów "Układy równowartościowe" w Galerii "Zapiecek" w Warszawie
- 1983 W ramach akcji "Pielgrzymka artystyczna" w Łodzi eksponuje 8 barwnych obrazów szytych w Galerii "Ślad Jl" (mieszkanie Janusza Zagrodzkiego)
- 1984 obrazy szyte i chemiczne z cyklu "Układy równowartościowe", Galeria "Krzysztofory", Kraków
- 1984 formy przestrzenne i instalacje "Pamięci Mondriana", Galeria "Remont", Warszawa
- 1985 obrazy z cyklu "Układy równowartościowe" w Salonie BWA, Lublin
- 1986 obrazy z cyklu "Układy równowartościowe", Galeria "Studio", Warszawa
- 1986 wystawa malarstwa w prywatnej galerii attaché kulturalnego RFN p. Hólschera na Saskiej Kępie w Warszawie
- 1986 akcja pt. "Katalipomena 2" o wymowie ekologicznej z udziałem Andrzeja Mitana, w Galerii "Remont" w Warszawie
- 1988 Pośmiertna wystawa artysty organizowana przez Jurgena Bluma (Gerard Kwiatkowski) w Galerii New Space w Langen Bieber k. Fuldy, Niemcy
- 1988 Zachęta, Warszawa

Wystawy zbiorowe:
- 1956 Grupa 55, Galeria Krzywe Koło, Warszawa
- 1957 II Wystawa Sztuki Nowoczesnej w "Zachęcie", Warszawa
- 1959 Wystawa 7 malarzy polskich w RFN, Zachęta, Warszawa
- 1959 III Wystawa Sztuki Nowoczesnej w "Zachęcie", Warszawa
- 1963 Udział w "Konfrontacjach" w Koszalinie
- 1964 I Parada Sztuki Współczesnej, Galeria EL w Elblągu
- 1965 udział w wystawie "Złotego Grona" w Zielonej Górze.
- 1965 I Biennale Form Przestrzennych w Elblągu
- 1966 Uczestniczy w "Konfrontacjach" w Słupsku
- 1967 "Przestrzeń-Ruch-Światło" w Muzeum Sztuki Aktualnej we Wrocławiu
- 1968 Plener Lubuski w Mrągowie
- 1969 "Złote Grono","Krytycy prezentują artystów", Zielona Góra
- 1969 "Spotkania Krakowskie", Kraków
- 1969 wystawa sztuki polskiej w Berlinie Zachodnim
- 1970 Sympozjum Plastyczne Wrocław '70
- 1970 Salon Wiosenny, Zakopane
- 1971 Wystawia, wraz z Romanem Opałką i Jerzym Rosołowiczem, Galeria "LP220", Turyn, Włochy
- 1971 plener "Ziemia Zgorzelecka" w Opolnie-Zdroju
- 1971 Sympozjum w Turoszowie.
- 1973 Wystawa Sztuki Polskiej, Dania
- 1974 Sympozjum "Fakty 74 Wrocław" we Wrocławiu
- 1975 "Krytycy sztuki proponują" "Zachęta" w Warszawie
- 1975 "Aspekty sztuki nowoczesnej", Galeria "Współczesnej", Warszawa
- 1975 "Przestrzeń - człowiek" w Zielonej Górze
- 1975 Kunstmesse w Kolonii, Niemcy
- 1975 Sympozjum "Interwencje" w Pawłowicach
- 1975 plener w Jagniątkowie
- 1976 wystawa 9 artystów polskich w Galerii Ricards w Norymberdze, Niemcy
- 1976 Targi Sztuki .Art 76" w Bazylei
- 1976 "Sztuka i nauka. Struktury" w Domu Artysty Plastyka w Warszawie
- 1976 "Osieki 1963-1976" w Salonie BWA w Koszalinie
- 1976 Spotkanie "Artycypacje" w Dłusku
- 1976 V Ogólnopolski Warsztat Tworzyw Sztucznych w Ustce
- 1977 "Laureaci Nagrody Krytyki im. CK. Norwida" w Domu Artysty Plastyka w Warszawie
- 1977 Plener Koszaliński "Osieki" w Darłówku
- 1978 Plener "Przestrzeń miasta" w Chełmie
- 1978 wystawa poplenerowa w "Galerii 72" w Chełmie
- 1979 wystawa zorganizowana w 100-lecie urodzin Alberta Einsteina w salach Muzeum Techniki w Pałacu Kultury i Sztuk i w Warszawie
- 1980 wystawa malarstwa polskiego w Galerii "Depolma" w Düsseldorfie, Niemcy
- 1980 "35 lat malarstwa polskiego", Muzeum Narodowym w Poznaniu
- 1980 "Tendencje konstruktywistyczne" w Domu Artysty Plastyka w Warszawie
- 1980 galeria A. Ekwińskiego w Norrköping, Szwecja
- 1983 plener "Język geometrii", przygotowawczym do wystawy autorskiej B. Kowalskiej i zorganizowanym przez nią pod tą samą nazwą w Białowieży
- 1983 Sympozjum zorganizowane przez Józefa Robakowskiego w Łodzi
- 1984 "Język geometrii", Zachęta, Warszawa
- 1984 "Małe jest piękne" pokaz zorganizowany przez Ryszarda Winiarskiego, Galeria "Zapiecek", Warszawa
- 1984 "Między konstrukcją a strukturą" wystawa zorganizowana przez Janusza Zagrodzkiego, w ramach imprezy "Nurt intelektualny w sztuce polskiej po II wojnie światowej" z okazji 40-lecia PRL w Lublinie
- 1984 II Plener dla artystów posługujących się językiem geometrii "Geometria i emocja" w Białowieży
- 1985 wystawa warszawskiego środowiska plastycznego w "Zachęcie", Warszawa
- 1985 Międzynarodowe Targi Sztuki "Interart" w Poznaniu
- 1985 III Plener dla artystów posługujących się językiem geometrii "Geometria i wyraz" Okunice k. Chełma
- 1986 poplenerowa wystawa "Geometria i wyraz" w "Galerii 72" w Chełmie
- 1986 Międzynarodowe Targi Sztuki "Interart" w Poznaniu
- 1986 międzynarodowa wystawa "The Corner" w Galerii Hoffmann we Friedbergu, Niemcy
- 1987 wystawa zbiorowa "Freiraum" w Kleinsassen, Niemcy
- 1987 Międzynarodowe Targi Sztuki "Interart" w Poznaniu
- 1988 międzynarodowa wystawa sztuki nurtu konstruktywistycznego "Null-Dimension" w Galerii New Space w Langen Bieber k. Fuldy, Niemcy
- 1988 "Geometria i metafora" Galeria "Budapest" w Budapeszcie, Węgry